# Isaura S.A.

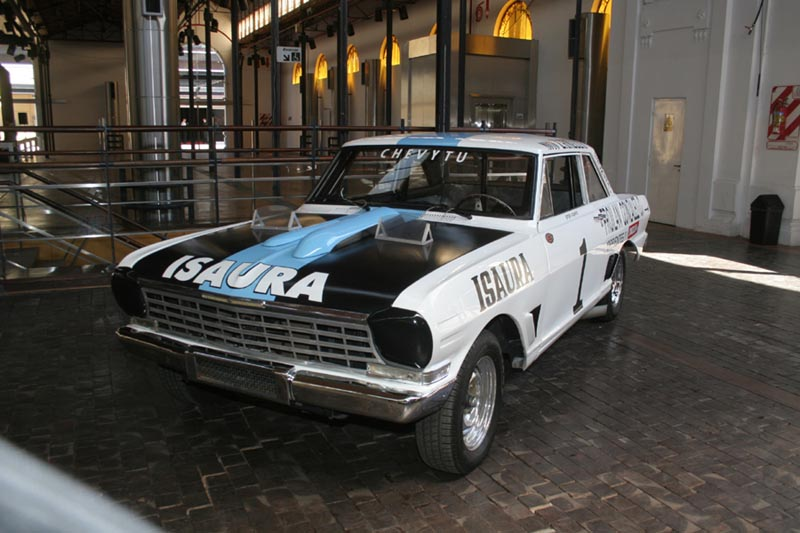
Prototipo Chevitú de la categoría Turismo Carretera, auspiciado por la petrolera Isaura.

Isaura S.A. es una empresa argentina dedicada a la producción de agroquímicos y a la realización de actividades agropecuarias. Anteriormente, fue una importante refinería de petróleo, productora de combustibles y lubricantes a nivel nacional. Fue fundada en el año 1925 por Ricardo Eliçabe (1889-1968), en el barrio de Loma Paraguaya, del conurbano de Bahía Blanca, Provincia de Buenos Aires.
La empresa fue fundada inicialmente bajo el nombre de "Refinerías La Isaura", por parte de Eliçabe, quien le puso ese nombre en homenaje a una de sus hermanas, llamada Isaura Ángela nacida en Bahía Blanca en 1892 y fallecida en el año 1922 a los 30 años. Del mismo modo, Eliçabe fundaría en 1933 una empresa paralela denominada "Compañía de Petróleo La Celina", como homenaje a su segunda hermana, nacida en 1891 y fallecida en 1913 a los 22 años. Ambas firmas se convertirían en dos reconocidos proveedores de petroquímicos hasta que luego de 1968, se terminarían fusionando bajo el nombre de Isaura S.A.
Fue propiedad de la familia Eliçabe hasta el año 1994, en el cual tras un acuerdo firmado con el Grupo Soldati y Astra Compañía Argentina de Petróleo S.A., conformarían la alianza Eg3. A esta firma, se sumaría en 1996 la empresa española Repsol, la cual ingresó al adquirir el paquete accionario de Astra. Un año después, la petroquímica española se haría con el total de las acciones de Eg3, desplazando a Soldati y Eliçabe del control de la misma, sin embargo, tras la constitución de Repsol YPF, esta última vendió todos los activos de Eg3 a la brasileña Petrobras, quien luego la terminaría disolviendo. A pesar de la disolución de Eg3, la familia Eliçabe recuperaría para sí la marca Isaura, redestinándola a la producción de agroquímicos y productos agropecuarios.